# Java-Sonnendachs
Der Java-Sonnendachs (Melogale orientalis) ist eine auf Java  und Bali verbreitete Marderart aus der Gattung der Sonnendachse.

## Merkmale
Die verschiedenen Arten der Sonnendachse sehen einander sehr ähnlich. Der Java-Sonnendachs gleicht besonders dem Borneo-Sonnendachs. Wie dieser erreicht er eine Kopfrumpflänge von 35 bis 40 cm, der Schwanz misst 16–17 cm. Die Tiere wiegen etwa 2 kg und haben einen relativ schlanken Körperbau. Die Schnauze ist lang. Die Fellfarbe des Java-Sonnendachses ist oberseits weitgehend dunkelbraun, am Bauch ist das Fell dagegen heller. Der Kopf ist schwarz mit weißen beziehungsweise gelben Partien.

## Unterarten und Verbreitung

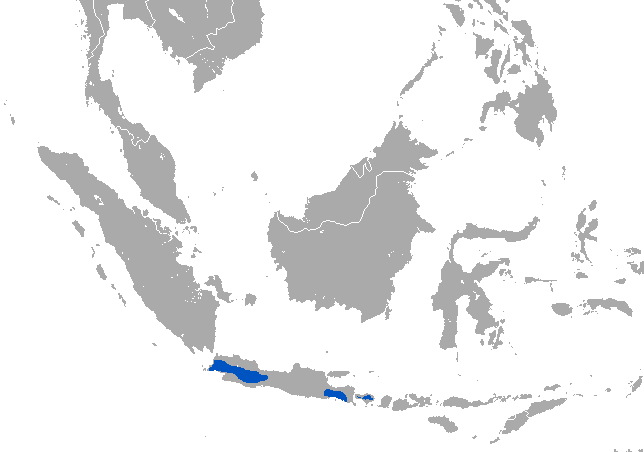
Verbreitungsgebiet des Java-Sonnendachses

Der Java-Sonnendachs wurde früher als Form des Burma-Sonnendachses betrachtet, heute gilt er zumeist als eigenständige Art. Man unterscheidet zwei Unterarten des Java-Sonnendachses, M. o. orientalis aus Ost-Java und Bali, sowie M. o. sundaicus aus West-Java. Über die Bestandsverhältnisse ist wenig bekannt. Neuere Sichtungen stammen aus dem Zentralteil Javas (Gunung-Halimun-Naturreservat).

## Lebensweise
Die Lebensweise des Java-Sonnendachses ist kaum erforscht. Die Tiere bewohnen Wälder und Grasgebiete und scheinen nachtaktive Allesfresser zu sein. Meist halten sich die Tiere offenbar am Boden auf, doch dürften sie auch gute Kletterer sein.